# Voices Within: The Lives of Truddi Chase (película)
Voices Within: The Lives of Truddi Chase es una miniserie de ABC basada en When Rabbit Howls, la autobiografía de Truddi Chase, quien relata su vida con el trastorno de identidad disociativo y sus 92 identidades.  La miniserie de cuatro horas, dirigida por Lamont Johnson está protagonizada por la ganadora del Emmy Shelley Long como Truddi Chase. Tom Conti coprotagoniza el papel de su doctor y terapeuta. La miniserie se emitió los días 20 y 21 de mayo de 1990 y Chase trabajó en estrecha colaboración con el guionista E. Jack Neuman para asegurarse de que su autobiografía se adaptara con precisión. 

## Trama
Truddi Chase llama a su terapeuta para decirle que tiene la intención de viajar al norte del estado de Nueva York para matar a su padrastro. Durante su viaje en avión a Nueva York, recuerda su traumática infancia, que estuvo llena de abusos sexuales sufridos a manos de su padrastro. Desarrolla a lo largo de su vida un trastorno de identidad disociativo, manifestando aproximadamente 90 personalidades, quienes se refieren colectivamente como "Las Tropas".
Cuando era joven, Truddi se casa con un hombre llamado Norman, pero su matrimonio es difícil debido a los problemas psicológicos de Truddi. Su condición empeora cuando tienen una hija, Paige, y los problemas que surgen provocan la ruptura de su matrimonio. Truddi busca ayuda y finalmente conoce al Dr. Stanley Phillips, quien busca integrar las numerosas identidades de Truddi. Sin embargo, la terapia empeora ante el intento de integración, pues las identidades lo perciben como muchas muertes. Huyen para evitar más dolor en la terapia de integración. 
Finalmente, Truddi decide enfrentarse a su padrastro en persona, quien luce ahora viejo y débil, y no intimidante como lo recordaban. Las tropas regresan con Stanley a terapia, con la condición de que no se les empuje a integrarse. 

## Elenco
- Shelley Long como Truddi Chase
- Tom Conti como el Dr. Stanley Phillips
- Tiffany Ballenger como Truddi Chase a los 8 años
- Jon Beshara como policía
- Val Bettin como dramaturgo
- Kelly Brookman como Page De Roin a los 8 años
- Irina Cashen como Truddi Chase a los 6 años
- Carl Ciarfalio como Colin
- Marian Collier como operadora
- Frank Converse como Peter Morgan
- Robert Costanzo como Fred Zarr
- Manuel DePina como camarero
- Brendan Dillon como Shannon
- Dale Dunham como gerente
- Susan Eisenberg como azafata
- David Fox-Brenton como Dr. Modarelli
- Alan Fudge como Albert Johnson
- Nancy Gormley como aeropuerto
- John Hancock como Salomón
- Christine Healy como Sharon Barnes
- Miriam Johnson como Page De Roin a los 15 años
- Jessie Jones como enfermera instrumentista
- Guido Koock
- Melinda Kordich como profesora
- Bennett Liss como enojado
- Ernie Lively como Paul
- Joe Minjares como Sr.DiCola
- Melinda Peterson como la enfermera Daphne
- Steven M. Porter como Hayes
- Jamie Rose como la madre de Truddi
- John Rubinstein como Norman De Roin
- Benjamin L. Scott como Harry Barnes (como Ben Scott)
- Nicholas Scott como Danny
- Wesley A. Starr como ministro de bodas
- Marsha Van Winkle como Doris
- Alisha Waite como Annie
- Lisa Watson como Page De Roin a los 12 años
- Stephanie Watson como Page De Roin a los 10 años
- Bruce Westphal como ministro de funerales
- JD Yarbrough como cliente